# Anthophorula albovestita
Anthophorula albovestita är en biart som först beskrevs av Timberlake 1947.  Anthophorula albovestita ingår i släktet Anthophorula och familjen långtungebin. Inga underarter finns listade i Catalogue of Life.